# 鈴木ドイツ
鈴木 ドイツ（すずき ドイツ、1961年6月 - ）は、日本の編集者・著作家。すずき あきら名義で小説（ライトノベル）の執筆も行っている。

## 人物
北海道出身。アスキー入社後、『ログイン』・『ファミコン通信』両誌の編集部を経てフリーになった。専門とする分野は軍事・アニメ・特撮で、現在は主に『MC☆あくしず』（イカロス出版）を拠点に執筆活動を行っている。
日本SF作家クラブ会員。

## 作品一覧
アスキー在籍時のコンピュータゲーム攻略本等は除く。

### 鈴木ドイツ名義
- ガンダムと第二次世界大戦 かくしてジオン軍、ドイツ軍は戦い、敗れた（廣済堂出版）
- アニメ検定 アニメ世界に対する愛と知識を総合判定!（監修）（河出書房新社）
- 萌ゆる神の国!（イカロス出版）
- 萌ゆる古事記（イカロス出版）

### すずきあきら名義
MF文庫J（メディアファクトリー）
- 夷皇島学園（全6巻）
- 蒼穹の女神（全2巻）
- プリンセスメーカー4（単巻、原作：ジェネックス/ガイナックス）

ソノラマ文庫（朝日ソノラマ）
- AZUCHI-剣の左京-（単巻）

HJ文庫（ホビージャパン）
- おまかせ退魔！ シールドガールズ（全3巻、原作：明貴美加）
- AIKa R-16:TURNING MISSION（単巻、原作：スタジオファンタジア/バンダイビジュアル）
- 百花繚乱 SAMURAI GIRLS（全17巻）

HJノベルス（ホビージャパン）
- 異世界で料理人を命じられたオレが女王陛下の軍師に成り上がる!（既刊2巻）
- TOKYO異世界不動産（既刊3巻）